# Chelone (botanique)
Pour les articles homonymes, voir Chelone et Chélone.
Genre
Chelone est un genre de plantes de la famille des Plantaginacées (Plantaginaceae), appelé Galane en français.

## Horticulture

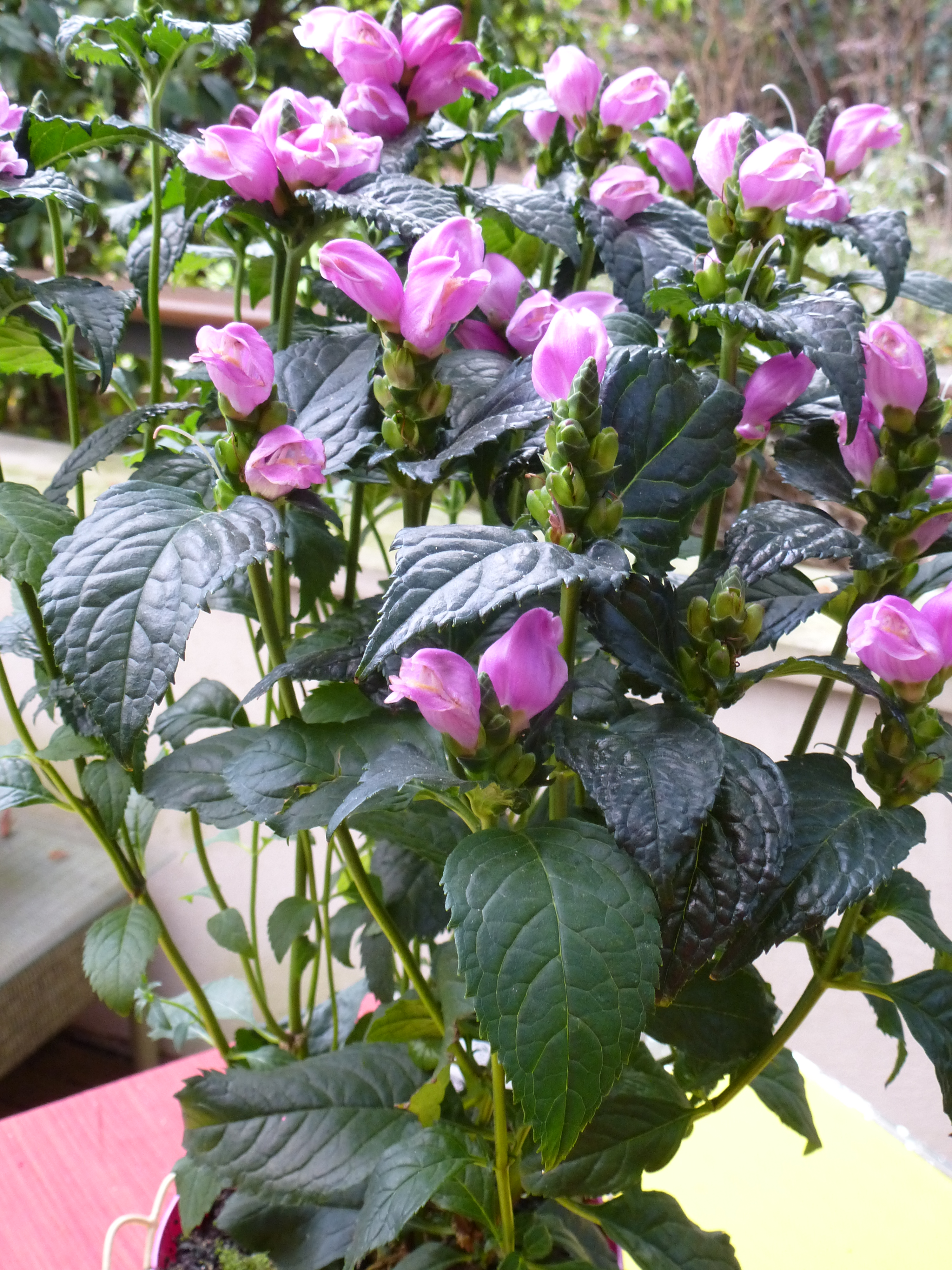
Chelone 'pink turtle' (R)

Les horticulteurs commercialisent des hybrides ou des cultivars à usage ornemental de ces robustes plantes vivaces.

## Liste d'espèces
Selon The Plant List (19 septembre 2014) et Catalogue of Life (19 septembre 2014) :
- Chelone caeruleum (Nutt.) Spreng.
- Chelone cuthbertii Small
- Chelone glabra L.
- Chelone lyonii Pursh
- Chelone obliqua L.